# 全英女子オープン
AIG女子オープン（英語: AIG Women's Open）は、イギリスで開催される女子ゴルフのメジャー選手権の一つ。英語での選手権名は "The Women's Open"（ザ・ウィメンズ・オープン、直訳では "女子オープン"）であり、全英やゴルフという表現は含まれない。

## 概要
主催はThe R&Aであり、運営はIMGが行っている。2016年まではレディース・ゴルフ・ユニオン（LGU）が主催していた。男子のジ・オープンに相当する。毎年開催コースが持ち回りで変わるが、男子のジ・オープンと違いシーサイドリンクス（海岸に立地するコース）に開催を限るということはない。
1976年創設、1984年と1994年以降LPGAツアーに組み込まれ、2001年からLPGAのメジャー選手権となった大会である。
開催は例年8月であるが、2012年はロンドンオリンピック開催の関係から9月13日から16日に開催された。

## 大会名
1987年から2006年まではシリアルメーカーであるウィータビックスがスポンサーで「ウィータビックス全英女子オープン」 (Weetabix Women's British Open)という名称だったが、2007年5月2日に当選手権の日本広報事務局から情報機器メーカーであるリコーが冠スポンサーになることが発表され、名称も「リコー全英女子オープン｣（RICOH Women's British Open）に改称して開催されることになり、2018年大会までこの名称で行われた。なお、2019年以降はアメリカン・インターナショナル・グループがタイトルスポンサーとなり「AIG全英女子オープン」（AIG Women's British Open）として開催。さらに2020年、AIGは2025年までタイトルスポンサー契約延長と同時に名称から「全英」（British）を外し、現名称の「AIG女子オープン」（AIG Women's Open）とした。

## 本選出場資格
重複は世界ランキングや世界アマチュアランキングで出場権繰り下げ(アマチュアでの出場資格は開催初日時点でアマチュアであること。)
- 本大会の歴代優勝者かつ終了時に60歳以下であり、認定されたツアーの現役メンバー
- 前年上位10位（タイ）の者
- 前年度欧州女子ツアー賞金ランキング上位15名
- 今年度大会開催4週前における欧州女子ツアーランキング上位5名
- 前年度LPGAツアーCMEグローブ・ポイントランキング上位35名
- 今年度大会開催4週前におけるCMEグローブ・ポイントランキング上位25名
- 今年度大会開催6週前におけるロレックス女子世界ランキング50位以内
- JLPGAツアーにおける前年度メルセデスランキング1位
- JLPGAツアーにおける6月の宮里藍 サントリーレディスオープンゴルフトーナメント上位2名
- サントリーレディス終了時点でのメルセデスランク上位3名(有資格者は除く)
- 今年度の欧州女子ツアー・LPGAツアー競技優勝者
- 前年度のLET・韓国ツアー賞金ランキング1位
- 過去5年のシェブロン選手権・全米女子オープン・全米女子プロ選手権・エビアン選手権各優勝者
- 今年度ISPSハンダ女子スコティッシュオープン上位3名
- 今年度マーク・H・マコーマック・メダル受賞者
- 今年度全米アマチュア選手権・全英女子アマ・欧州女子アマ・オーガスタナショナル女子アマ優勝者
- 前年度及び今年度アジアパシフィック女子アマ優勝者
- 前年度ラテンアメリカ女子アマチュア選手権優勝者
- 女子アマチュアシリーズ優勝者
- 産休による出場資格延長者
- 最終予選通過者

## 歴代優勝者

### LPGA認定以前
| 年   | 優勝者                        | 国籍           | スコア   | 開催地                                   |          |
| ---- | ----------------------------- | -------------- | -------- | ---------------------------------------- | -------- |
| 1976 | (a)ジェニー・リー・スミス     | イングランド   | 299      | フルフォードゴルフクラブ                 |          |
| 1977 | ビビアン・サンダース          | イングランド   | 306      | リンドリックゴルフクラブ                 |          |
| 1978 | (a)ジャネット・メルビル       | イングランド   | 310      | フォックスヒルズゴルフ＆カントリークラブ |          |
| 1979 | アリソン・シェアード          | 南アフリカ連邦 | 301      | サウスポート＆アインズデールゴルフクラブ |          |
| 1980 | デビー・マッシー              | アメリカ合衆国 | 294      | ウェントワースクラブ                     |          |
| 1981 | デビー・マッシー              | アメリカ合衆国 | 295      | ノーサンバーランドゴルフクラブ           |          |
| 1982 | (a)マルタ・フィゲラスドッティ | スペイン       | 296      | ロイヤルバークデールゴルフクラブ         |          |
| 1983 | 開催なし                      | 開催なし       | 開催なし | 開催なし                                 | 開催なし |
| 1984 | 岡本綾子                      | 日本           | 289      | ウォーバンゴルフ＆カントリークラブ       |          |
| 1985 | ベッツィ・キング              | アメリカ合衆国 | 300      | ムーアパークゴルフクラブ                 |          |
| 1986 | ローラ・デービース            | イングランド   | 283      | ロイヤルバークデールゴルフクラブ         |          |
| 1987 | アリソン・ニコラス            | イングランド   | 296      | セントメリオンゴルフ＆カントリークラブ   |          |
| 1988 | コリン・デブナー              | オーストラリア | 295      | リンドリックゴルフクラブ                 |          |
| 1989 | ジェーン・ゲディス            | アメリカ合衆国 | 274      | ファーンダウンゴルフクラブ               |          |
| 1990 | ヘレン・アルフレッドソン      | スウェーデン   | 288      | ウォーバンゴルフ＆カントリークラブ       |          |
| 1991 | ペニー・グライスウィッタカー  | イングランド   | 284      | ウォーバンゴルフ＆カントリークラブ       |          |
| 1992 | パティ・シーハン              | アメリカ合衆国 | 207      | ウォーバンゴルフ＆カントリークラブ       |          |
| 1993 | カレン・ルン                  | オーストラリア | 275      | ウォーバンゴルフ＆カントリークラブ       |          |

### LPGA認定以降
| 年   | 優勝者                     | 国籍           | スコア | 合計パー | 開催地                             |
| ---- | -------------------------- | -------------- | ------ | -------- | ---------------------------------- |
| 1994 | リサロッテ・ノイマン       | スウェーデン   | 280    | -8       | ウォーバンゴルフ＆カントリークラブ |
| 1995 | カリー・ウェブ             | オーストラリア | 278    | -10      | ウォーバンゴルフ＆カントリークラブ |
| 1996 | エイミー・クライン         | アメリカ合衆国 | 277    | -11      | ウォーバンゴルフ＆カントリークラブ |
| 1997 | カリー・ウェブ             | オーストラリア | 269    | -19      | サニングデールゴルフクラブ         |
| 1998 | シェリー・スタインハウアー | アメリカ合衆国 | 292    | +4       | ロイヤルリザム＆セントアンズ       |
| 1999 | シェリー・スタインハウアー | アメリカ合衆国 | 283    | -5       | ウォーバンゴルフ＆カントリークラブ |
| 2000 | ソフィー・グスタフソン     | スウェーデン   | 282    | -6       | ロイヤルバークデールゴルフクラブ   |

### メジャー昇格後
| 年   | 優勝者                     | スコア | 合計パー | 開催地                                       | 2位との差  | 2位（タイ）                                                  | 賞金総額 (US$) | 優勝賞金 (US$) |
| ---- | -------------------------- | ------ | -------- | -------------------------------------------- | ---------- | ------------------------------------------------------------ | -------------- | -------------- |
| 2001 | 朴セリ                     | 277    | -11      | サニングデールゴルフクラブ                   | 2打差      | 金美賢                                                       | 1,500,000      | 221,650        |
| 2002 | カリー・ウェブ             | 273    | -15      | ターンベリー                                 | 2打差      | ミッシェル エリス ポーラ・マルティ                           | 1,500,000      | 236,383        |
| 2003 | アニカ・ソレンスタム       | 278    | -10      | ロイヤルリザム＆セントアンズゴルフクラブ     | 1打差      | 朴セリ                                                       | 1,600,000      | 254,880        |
| 2004 | カレン・スタップルズ       | 269    | -19      | サニングデールゴルフクラブ                   | 5打差      | レイチェル・ヘザリントン                                     | 1,600,000      | 290,880        |
| 2005 | 張晶                       | 272    | -16      | ロイヤルバークデールゴルフクラブ             | 4打差      | ソフィー・グスタフソン                                       | 1,800,000      | 280,208        |
| 2006 | シェリー・スタインハウアー | 281    | -7       | ロイヤルリザム&セントアンズゴルフクラブ      | 3打差      | ソフィー・グスタフソン クリスティ・カー                      | 1,800,000      | 305,440        |
| 2007 | ロレーナ・オチョア         | 287    | -5       | セント・アンドリュース オールドコース        | 4打差      | マリア・ヨルト 李知映                                        | 2,000,000      | 320,512        |
| 2008 | 申智愛                     | 270    | -18      | サニングデールゴルフクラブ                   | 3打差      | ヤニ・ツェン                                                 | 2,100,000      | 314,464        |
| 2009 | カトリーナ・マシュー       | 285    | -3       | ロイヤルリザム＆セントアンズゴルフクラブ     | 3打差      | カリー・ウェブ                                               | 2,200,000      | 335,000        |
| 2010 | ヤニ・ツェン               | 277    | -11      | ロイヤルバークデールゴルフクラブ             | 1打差      | キャサリン・ハル                                             | 2,500,000      | 408,714        |
| 2011 | ヤニ・ツェン               | 272    | -16      | カーヌスティ・ゴルフリンクス                 | 4打差      | ブリタニー・ラング                                           | 2,500,000      | 392,133        |
| 2012 | 申智愛                     | 279    | -9       | ロイヤルリバプールゴルフクラブ               | 9打差      | 朴仁妃                                                       | 2,750,000      | 428,650        |
| 2013 | ステイシー・ルイス         | 280    | -8       | セント・アンドリュース オールドコース        | 2打差      | 崔羅蓮 朴熙栄                                                | 2,750,000      | 402,583        |
| 2014 | モー・マーティン           | 287    | -1       | ロイヤルバークデールゴルフクラブ             | 1打差      | 馮珊珊 スーザン・ペターセン                                  | 3,000,000      | 474,575        |
| 2015 | 朴仁妃                     | 276    | -12      | トランプ・ターンベリー                       | 3打差      | コ・ジンヨン                                                 | 3,000,000      | 464,817        |
| 2016 | アリヤ・ジュタヌガーン     | 272    | −16      | ウォーバンゴルフ＆カントリークラブ           | 3打差      | イ・ミリム モー・マーティン                                  | 3,000,000      | 412,047        |
| 2017 | キム・インキョン           | 270    | −18      | キングスバーンズゴルフリンクス               | 2打差      | ジョディ・エワート・シャドフ                                 | 3,250,000      | 504,821        |
| 2018 | ジョージア・ホール         | 271    | −17      | ロイヤルリザム&セントアンズゴルフクラブ      | 2打差      | ポルナノン・ファトラム                                       | 3,250,000      | 504,821        |
| 2019 | 渋野日向子                 | 270    | −18      | ウォーバンゴルフ&カントリークラブ            | 1打差      | リゼット・サラス                                             | 4,500,000      | 675,000        |
| 2020 | ソフィア・ポポフ           | 277    | −7       | ロイヤルトルーンゴルフクラブ、オールドコース | 2打差      | シダパ・スワンナプラ                                         | 4,500,000      | 675,000        |
| 2021 | アンナ・ノルドクビスト     | 276    | −12      | カーヌスティ・ゴルフリンクス                 | 1打差      | ジョージア・ホール マデレーネ・サグストロム リゼット・サラス | 5,800,000      | 870,000        |
| 2022 | アシュリー・ブハイ         | 274    | −10      | ミュアフィールド                             | プレーオフ | 田仁智                                                       | 7,300,000      | 1,095,000      |
| 2023 | リリア・ヴ                 | 274    | −14      | ウォルトン・ヒースゴルフクラブ               | 6打差      | チャーリー・ハル                                             | 9,000,000      | 1,350,000      |
| 2024 | リディア・コ               | 281    | -7       | セント・アンドリュース オールドコース        | 2打差      | リリア・ヴ 申智愛 殷若寧 ネリー・コルダ                      | 9,500,000      | 1,425,000      |
| 2025 | 山下美夢有                 | 277    | -11      | ロイヤル・ポースコール・ゴルフ・クラブ       | 2打差      | 勝みなみ チャーリー・ハル                                    | 9,500,000      | 1,462,500      |

a)はアマチュア

## 今後の開催予定
| Year | 回数 | Course                                   | Location     | Dates                  | 開催実績                     |
| ---- | ---- | ---------------------------------------- | ------------ | ---------------------- | ---------------------------- |
| 2026 | 50th | ロイヤルリザム＆セントアンズゴルフクラブ | イングランド | 2026年7月29日 - 8月2日 | 1998, 2003, 2006, 2009, 2018 |

## スミス・サルバー受賞者
本大会においては72ホールを完了し、かつアマチュアの最上位者（いわゆる「ローウェスト・アマチュア」「ベストアマチュア」と呼ばれる賞）に銀皿が授与される。アマチュアが全員予選落ち、もしくは決勝ラウンド進出後72ホール完了していない者は該当者なしとなる。メダルの命名者であるモリヤ・スミスはLGU元会長であった。
- 1979 – Sue Hedges
- 1980 – Marta Figueras-Dotti & Belle Robertson
- 1981 – Belle Robertson
- 1982 – Marta Figueras-Dotti
- 1984 – Mary McKenna
- 1985 – Jill Thornhill
- 1986 – Vicki Thomas
- 1987 – Joanne Furby
- 1988 – Kathryn Imrie
- 1989 – Joanne Morley
- 1990 – Sarah Bennett
- 1991 – 福嶋晃子
- 1993 – Patricia Meunier & Joanne Morley
- 1994 – Tina Fischer
- 1995 – Lisa Dermott
- 1996 – Barbara Hackett
- 1997 – Silvia Cavalleri
- 1999 – Giulia Sergas
- 2001 – Rebecca Hudson
- 2003 – Elisa Serramia
- 2004 – Louise Stahle
- 2005 – ミシェル・ウィー
- 2006 – Amy Yang
- 2007 – Melissa Reid
- 2008 – Anna Nordqvist
- 2010 – Caroline Hedwall
- 2011 – ダニエル・カン
- 2012 – リディア・コ
- 2013 – ジョージア・ホール & リディア・コ
- 2014 – Emma Talley
- 2015 – Luna Sobrón
- 2016 – Leona Maguire
- 2017 – Sophie Lamb
- 2018 – Atthaya Thitikul
- 2019 – Atthaya Thitikul
- 2021 – Louise Duncan
- 2022 – Rose Zhang

## 放送

### 日本での放送

#### 地上波
- 日本での放送はテレビ朝日系列が放送しており、2006年に放送枠を拡大し予選2日間は金・土曜日0:10 - 4:00（木・金曜日深夜）、決勝2日間土・日曜日23:00 - 翌2:00（「熱闘甲子園」編成時間変更・競技終了まで放送）に変更され、一旦ANNニュースを挟みながらすべてネットワークセールスに編成された。2022年大会は、以下のタイムテーブルで生中継した。
- 初日：深夜0:15~1:50
- 2日目：深夜0:20~1:50
- 3日目：深夜0:30~4:00 (最大1時間延長)
- 最終日：夜11:30~翌4:00 (最大55分延長)

- なお、7月下旬は平年、朝日放送テレビ制作「速報!甲子園への道」が0時台以後に放送されているが、当大会開催日は一律でこの大会終了後に放送される。また世界水泳選手権が行われる西暦奇数年度に以上の大会が重複して開催された場合、朝日放送テレビが朝日放送だった時代には、当時同局では23時台に放送していた「甲子園への道」が4時台・5時台に繰り下げられたこともあった。
- 協賛は原則としてジ・オープンと同じである。しかし2007年から2018年まで特別協賛したリコーは2007年放送回のテレ朝での中継では筆頭協賛（1分以上）でなく、30秒以下の「ご覧のスポンサー」扱いであった。
- 2008年～2018年はリコーをメイン提供とし、「ジ・オープン」と同じスポンサーなど加えた形になった。
- 2019年以後は冠協賛スポンサーのFJネクストがメイン提供を務めている。
- 提供クレジットはアナウンサー読み上げがなく、番組冒頭に4日間の大会を通してコマーシャルを提供するメイン協賛企業を明朝体で表示。その後、提供切り替えのところでは、大会トロフィーを模したCGにそのメイン協賛企業のカラーフォントによるクレジットを絡ませたもの+それ以外の協賛社については通常の字幕フォント（「提供」の文字入り）を表示する。
- 2016年度は決勝ラウンドの最終日が東京都知事選挙の投開票日と被りなおかつ手前の日曜エンターテインメントが拡大版となり、「ビートたけしのいかがなもの会」を放送していた関係で23:25～翌2:30と遅い放送だった[7]。また、予選と決勝では実況アナが異なった[8][9]。
- テレビ朝日での放送は2023年大会をもって終了となった[10]。

#### 衛星放送
- CSではゴルフネットワークが放送を行っており、2017年大会からWOWOWでも放送[11]。いずれも英国・スカイスポーツのタイムテーブルに準じ生中継。

#### 動画配信
- 2024年大会から定額制動画配信サービスであるU-NEXTが独占配信することを同年3月に発表した[10][12]。